# Concerto da Europa

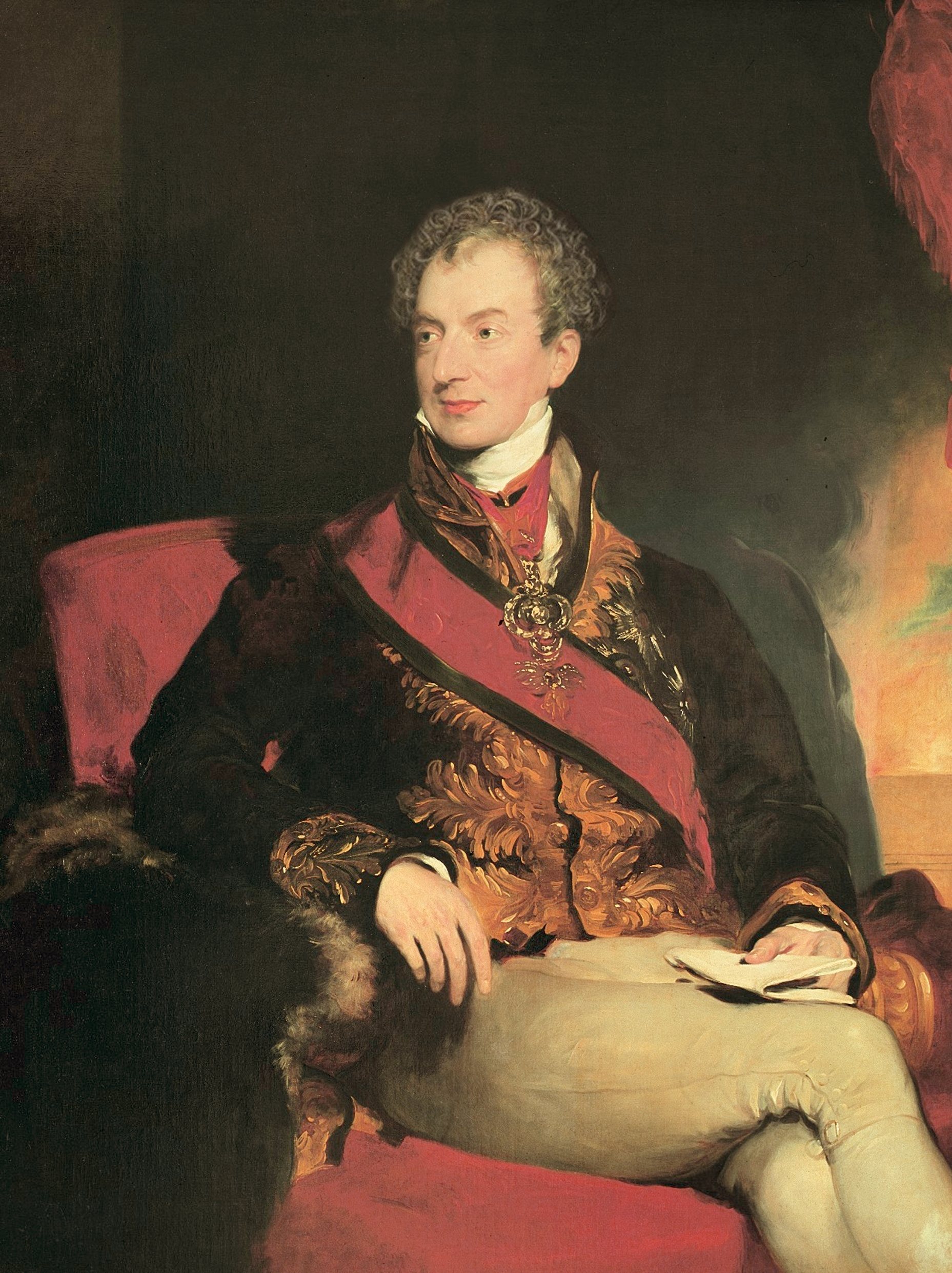
Princípe Metternich, um influente líder no Concerto da Europa.

O Concerto da Europa (em russo: Система Европейского концерта; romaniz.: Sistema Evropejskovo koncerta), também conhecido como o Sistema do Congresso após o Congresso de Viena, foi o equilíbrio de poder que existia na Europa desde o fim das Guerras Napoleônicas de 1815 a 1914 quando eclodiu a Primeira Guerra Mundial, embora com grandes alterações após as Revoluções de 1848. Seus fundadores foram a Áustria, Prússia, o Império Russo e a Grã-Bretanha, juntos como membros da Quádrupla Aliança responsável pela queda do Primeiro Império Francês. Com o tempo, a França aderiu como um quinto membro do Concerto. No início, as principais personalidades foram o secretário de relações exteriores da Grã-Bretanha Robert Stewart, o chanceler austríaco Klemens Wenzel von Metternich e o czar russo Alexandre I.
A era em que surgiu o concerto às vezes é chamada de "Era de Metternich", devido à influência do chanceler austríaco e do conservadorismo da Áustria dentro da Confederação Alemã, ou como "Restauração Europeia" pela causa reacionária dos esforços do Congresso de Viena para restaurar alguns Estados antes da Revolução Francesa. A ascensão do nacionalismo, a Unificação Alemã, o Risorgimento na Itália e a Questão Oriental estão entre os fatores que trouxeram um fim para a eficácia da organização. Entre as reuniões das grandes potências estão: Aix-la-Chappelle (1818), Carlsbad (1819), Verona (1822), Londres (1832) e Berlim (1878).

## Sistema do Congresso
A ideia de uma federação europeia havia sido anteriormente apresentada por figuras como Gottfried Leibniz e William Wyndham Grenville. O Concerto da Europa, tal como desenvolvido por Metternich, se inspirou em suas próprias ideias e a noção de equilíbrio de poder nas relações internacionais, onde a ambição de uma grande potência foi reprimida por outra:
| “ | O Concerto da Europa, que começou a ser chamado na época, tinha […] uma realidade e direito internacionais, que derivam do ato final do Congresso de Viena, estipulava que os limites estabelecidos em 1815 não poderiam ser alterados sem o consentimento de seus oito signatários. | ” |

Da eclosão das Guerras revolucionárias francesas em 1792, para o exílio de Napoleão para Santa Helena em 1815, a Europa tinha estado quase que completamente em guerra. Durante este tempo, as conquistas militares da França resultaram na disseminação do liberalismo em grande parte do continente, no que resultou nas escolhas de muitos Estados europeus do Código Napoleônico. Em grande parte como uma reação ao radicalismo da Revolução Francesa, as potências vitoriosas nas Guerras Napoleônicas resolveram suprimir o liberalismo e o nacionalismo, que reverteu em grande parte o status quo da Europa antes de 1789. O Reino da Prússia, o Império Austríaco e o Império Russo formaram a Santa Aliança com a intenção de preservar o Cristianismo e os valores sociais e tradicionais do monarquismo.  Todos os membros da coligação prontamente aderiram à Aliança, para salvar a Grã-Bretanha.

### Resultados

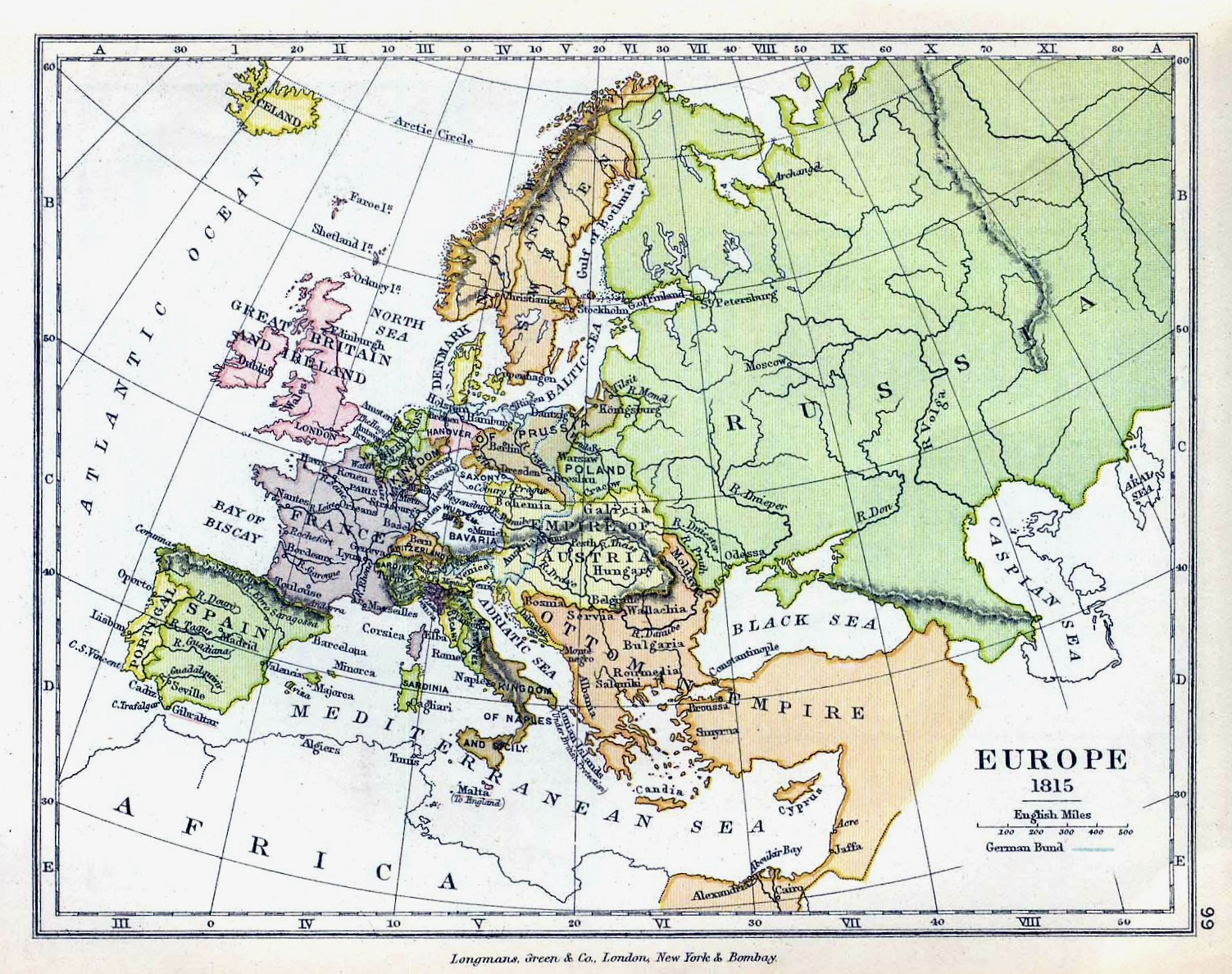
As fronteiras europeias definidas pelo Congresso de Viena de 1814.

Entre 1822 a 1823, a Santa Aliança reuniu-se para decidir a questão da França, que poderia intervir no lado dos monarquistas espanhóis no Triénio liberal. Depois de receber a permissão, Luís XVIII enviou cinco batalhões para restaurar o sistema monárquico de Fernando VII de Espanha.
Em 1830, a Revolução Belga contra o Reino dos Países Baixos começou. O embaixador francês Charles-Maurice de Talleyrand-Périgord apresentou um plano de partilha para as Províncias do Sul para o Concerto, o que não foi adotado. No entanto, as grandes potências unanimemente reconheceram a independência belga do Reino dos Países Baixos no Tratado de Londres em 1839. O tratado também estabeleceu a neutralidade belga, que duraria até a invasão alemã da Bélgica em 1914.

## Legado
Após um período inicial de sucesso, o Concerto começou a se enfraquecer, assim como os objetivos das grandes potências que foram gradualmente substituídos pelas crescentes rivalidades econômicas e políticas. Foi ainda mais corroída pelos levantes revolucionários de 1848 com suas demandas de revisão do Congresso de Viena, o Concerto estava sem um caminho para a solução de sucessivas guerras que eclodiram na metade do século XIX, como a Guerra da Crimeia (1854-1856), Guerra de Independência Italiana (1859) e a Guerra Franco-Prussiana (1870-1871). Enquanto houve uma conquista significativa durante o Congresso de Berlim em 1878, que redesenhou o mapa político dos Balcãs, assim o velho equilíbrio de poder foi alterado, e substituído por um sistema de alianças flutuantes.
No início do século XX as grandes potências foram organizadas em duas coligações opostas. A última conferência foi a Conferência de Londres convocada para discutir a guerra nos Balcãs. Em 1914, a Grã-Bretanha propôs uma conferência, mas a Áustria-Hungria e Alemanha se recusaram a participar. Este foi o ano em que a Primeira Guerra Mundial começou.